# Pereng (Mojogedang)
Pereng is een bestuurslaag in het regentschap Karanganyar van de provincie Midden-Java, Indonesië. Pereng telt 4468 inwoners (volkstelling 2010).